# Iunca in Byzacena
Iunca in Byzacena (łac. Diocesis Iuncensis in Byzacena) – stolica historycznej diecezji w Cesarstwie rzymskim w prowincji Byzacena, współcześnie w Tunezji. Obecnie katolickie biskupstwo tytularne.

## Biskupi tytularni
| Lp. | Biskup                           | Funkcja                                                   | Od                | Do                |
| --- | -------------------------------- | --------------------------------------------------------- | ----------------- | ----------------- |
| 1   | Marcel Roger Buyse               | emerytowany biskup Lahaur (Pakistan)                      | 12 marca 1967     | 8 stycznia 1971   |
| 2   | Ephraim Silas Obot               | biskup pomocniczy Ikot Ekpene (Nigeria)                   | 28 czerwca 1971   | 17 grudnia 1977   |
| 3   | Vital João Geraldo Wilderink     | biskup pomocniczy Barra do Piraí-Volta Redonda (Brazylia) | 5 czerwca 1978    | 21 kwietnia 1980  |
| 4   | Lino Vomboemmel                  | biskup pomocniczy Santarém (Brazylia)                     | 25 maja 1981      | 9 czerwca 1983    |
| 5   | Thadeu Gomes Canellas            | biskup pomocniczy Porto Alegre (Brazylia)                 | 19 listopada 1983 | 10 listopada 1999 |
| 6   | Manuel Parrado Carral            | biskup pomocniczy São Paulo (Brazylia)                    | 3 stycznia 2001   | 9 stycznia 2008   |
| 7   | Juan Humberto Gutiérrez Valencia | biskup pomocniczy Guadalajary (Meksyk)                    | 14 lutego 2008    |                   |